# KBA (Kanone)

Oerlikon KBA

Die KBA ist eine von Rheinmetall Defence entwickelte einläufige Maschinenkanone.

## Hintergrund
Die KBA ist eine konventionelle gasdruckbetriebene Maschinenkanone im Kaliber 25 mm × 137 mit einer Kadenz von 600 Schuss pro Minute. Eingesetzt wird die Schusswaffe als automatische Bordkanone in Geschütztürmen von Kampfschützenpanzern, Mannschaftstransportern und Aufklärungsfahrzeugen in insgesamt elf Ländern, darunter fünf NATO-Länder. Die Waffe verfügt über einen Doppelgurtzuführer.
Es wurden bisher mehr als 5.000 dieser Kanonen ausgeliefert. Eine Integration erfolgt vor allem in folgende Waffensysteme:
- Rheinmetall Fieldranger 25
- Oerlikon Searanger 25
- Dardo Schützenpanzer
- Typ 87 japanischer Spähpanzer
- Freccia Schützenpanzer
- Leonardo Hitfist Turm
- Leonardo Spallacia Marinelafette
- ASELSAN STOP 25mm
- ASELSAN NEFER / NEFER-L 25mm

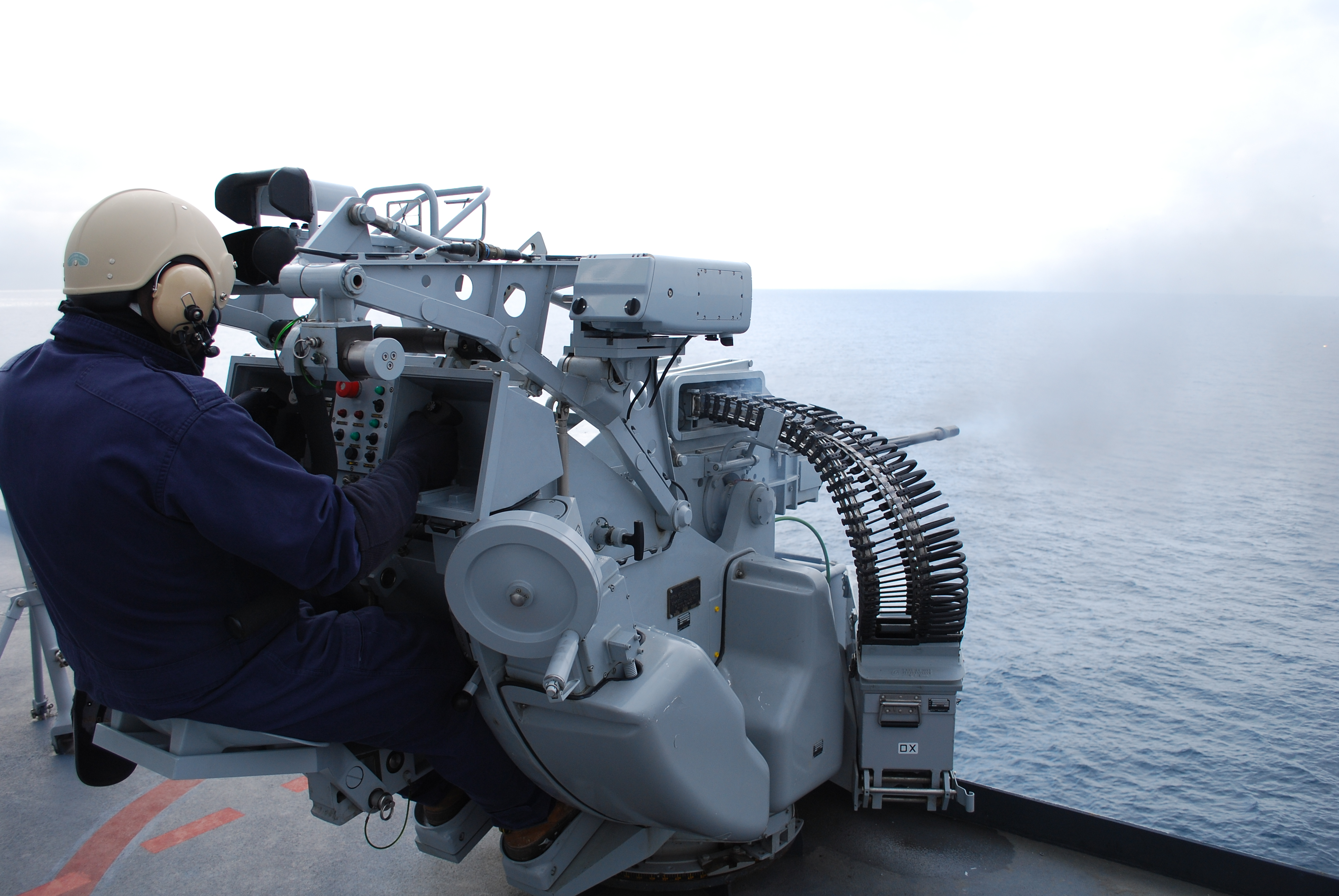
KBA als Bordwaffe eines Marineschiffes
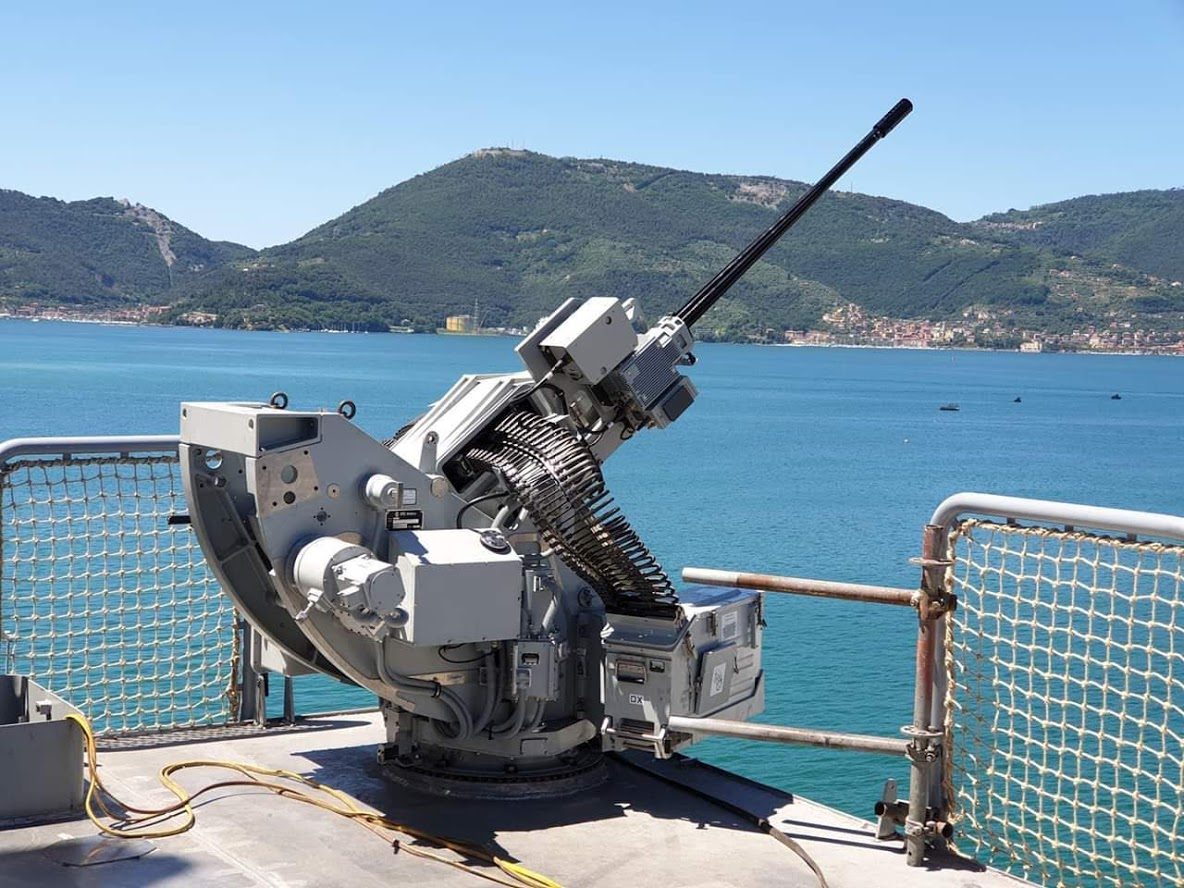
KBA auf einer fernbedienbaren Waffenstation
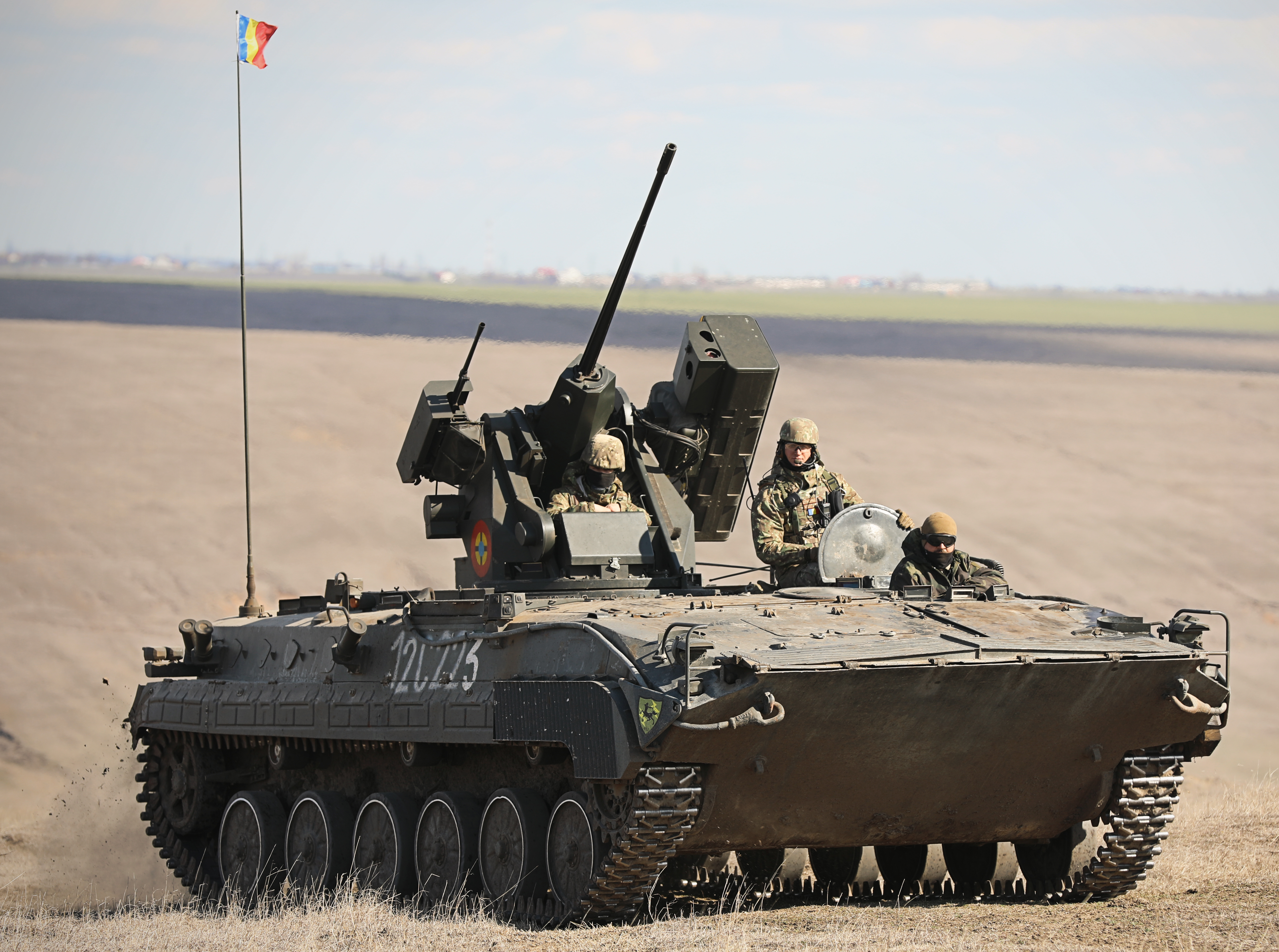
MLI-84M
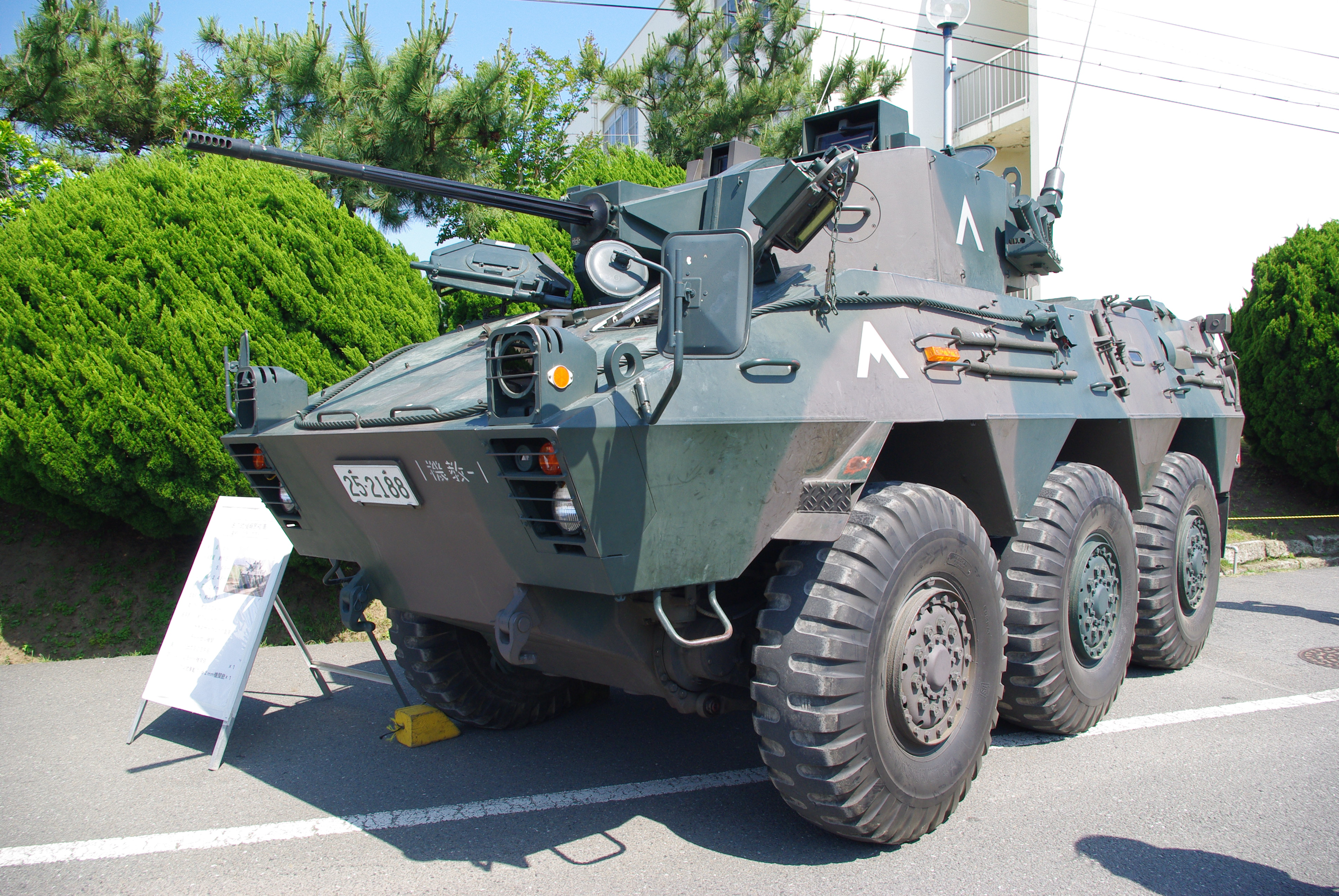
Typ 87